# Póchep
Póchep (ruso: По́чеп) es una ciudad rusa, capital del raión homónimo en la óblast de Briansk.
En 2021, la ciudad tenía una población de 14 991 habitantes. En su territorio no hay pedanías.
Se ubica a orillas del río Súdost, unos 80 km al suroeste de la capital regional Briansk sobre la carretera A240 que lleva a Gómel.

## Historia
Se conoce la existencia de la localidad en documentos desde 1447, cuando era un pueblo del Gran Ducado de Lituania. Luego de ser anexionada la zona en 1503 por el principado de Moscú, en 1508 fue zona de operaciones de la rebelión de Glinski. En el siglo XVI, los rusos desarrollaron Póchep como una ciudad fortificada fronteriza, que fue atacada en varias ocasiones por las tropas polaco-lituanas. En 1535 fue tomada por las tropas de Jerzy Radziwiłł y Juan Amor Tarnowski, antes de lo cual los rusos habían dejado la ciudad quemada. Posteriormente, en 1565 fue tomada por Filon Kmita. Sin embargo, pese a estos continuos ataques, en 1582 la Paz de Jam Zapolski la reconoció como ciudad rusa. Los combates regresaron en 1610, durante la crisis de Dimitri II, en la que las tropas polacas destruyeron la ciudad frente a su resistencia, asesinando a cuatro mil habitantes. La Paz de Deúlino devolvió la ciudad a la República de las Dos Naciones en 1618; aunque los rusos la ocuparon en 1632, fue devuelta a los polaco-lituanos en el tratado de Poliánovka de 1634.
Tras incorporarse a la rebelión de Jmelnitski en 1652, desde 1654 quedó definitivamente en los territorios del Zarato ruso. Estuvo bajo la jurisdicción directa del hetmán Iván Mazepa hasta 1708, cuando pasó a ser sede de un vólost bajo señorío de Aleksandr Danílovich Ménshikov; este último fue uno de los políticos rusos más corruptos de su época, quien aprovechó su posición de poder en los deslindes de esta ciudad, por lo que en 1727 le fue confiscado el señorío y fue deportado a Siberia. Perteneció al realengo hasta 1750, cuando Isabel Petrovna cedió el señorío a Kiril Razumovski, quien en la década de 1770 promovió la construcción de un parque con palacio  diseñado por Jean-Baptiste Vallin de la Mothe y una catedral diseñada por Antonio Rinaldi. Posteriormente, Póchep pasó a otras familias nobles, pero fue perdiendo importancia desde 1781, cuando se le negó el estatus de capital distrital y se integró en el uyezd de Mglin, desde 1802 en la gobernación de Chernígov.
Luego de un siglo de decadencia, en 1887 comenzó a recuperar importancia al abrirse aquí una estación del ferrocarril de Briansk a Gómel, que esquivaba Mglin por no hallarse dicha capital distrital en el camino más corto. En torno a esta estación se fue creando un núcleo industrial. En 1917 se integró en la República Popular Ucraniana, hasta que en 1918 pasó a formar parte de la RSFS de Rusia. Bajo control soviético pasó a ser capital distrital, que desde 1923 pasó a formar parte de la gobernación de Gómel. La Unión Soviética reconoció su estatus histórico de ciudad en 1925. En 1929 se integró en la Óblast Occidental, hasta que en 1937 se integró en la óblast de Oriol. En 1941 fue ocupada por los invasores alemanes tras la batalla de Smolensk; tras ser recuperada por los soviéticos en 1943, Póchep quedó integrada en la óblast de Briansk desde 1944.